# Albertus z wojny
Albertus z wojny – anonimowa komedia rybałtowska, opublikowana w 1596 roku w Krakowie. Utwór opowiada o wojennych losach Albertusa, sługi parafialnego, wyprawionego przez plebana na wojnę na Podolu, bohatera Wyprawy plebańskiej (1590). Po powrocie na plebanię zdaje on chlebodawcy relację ze swoich przygód i kłopotów, jakie miał z zakupionym ekwipunkiem i opowiada o pobycie w obozie wojskowym. Mimo pragnienia dalszych przygód decyduje się w końcu pozostać z Plebanem, który obiecuje mu z czasem przekazać parafię. W przeciwieństwie do pierwowzoru, Albertus z wojny nie służy doraźnym celom publicystycznym, a zaspokojeniu ciekawości czytelnika co do dalszych losów postaci. Utwór cieszył się dużą popularnością, był czterokrotnie wznawiany w XVII wieku – w 1613, 1614, 1649 i 1697 roku. Należy do serii tzw. "albertusów". 